# Pouytenga
Pouytenga este un oraș din provincia Pouytenga, Burkina Faso.